# بول أ. دبليو. والاس
بول أ. دبليو. والاس هو كاتب سير ومؤرخ وعالم إنسان كندي، ولد في 1891 في تورونتو في كندا، وتوفي في 1967.